# Италијанска свемирска агенција
Италијанска свемирска агенција (итал. Agenzia Spaziale Italiana; ASI) је владина агенција основана 1988. године са циљем да финансира, регулише и координира италијанска свемирска истраживања. Седиште агенције се налази у Риму. Има око 200 запослених. Годишњи буџет за 2010. годину био је 700 милиона евра. Агенција учествује у многим пројектима укључујући мисију Касини-Хајгенс, Међународну свемирску станицу, Марс Експрес, Марс реконесанс орбитер, Зора.